# 徐英姫
徐 英姫（ソ・ヨンヒ、朝鮮語: 서영희/徐英姬、1939年12月10日 - ）は、大韓民国の女性政治家。第9・10代韓国国会議員。仏教徒。 

## 経歴
現在のソウル特別市出身。梨花女子高等学校、梨花女子大学校、ミズーリ大学新聞大学院修了。その後、慶熙大学校教授、ソウル中央放送局審議委員、政府施策評価教授、韓国アマチュア無線連盟理事長、女性政治連盟副総裁、韓国放送委員会大統領選挙放送審議委員、専門職女性韓国連盟会長、全国女教授連合会第2代会長などを務めた。

## 騒動
夫の金済源とは1973年3月の第9代総選挙で共に当選した後、同年8月に結婚した。退任後の1982年7月に夫婦が全財産を投じて天安市の墓園を管理する法人を設立し、金済源が理事長、徐英姫が理事を務めたが、1983年6月に徐が金を精神病院に強制入院させ、墓園の幹部から法人の印鑑と財産文書・乗用車などをすべて占有した。1983年9月12日、金が徐に印鑑と財産の返還を要求し、告訴状をソウル市警に提出した。